# اچ‌ام‌اس رزولوشن (۱۷۷۰)
اچ‌ام‌اس رزولوشن (۱۷۷۰) (به انگلیسی: HMS Resolution (1770)) یک کشتی بود که طول آن ۱۶۸ فوت ۶ اینچ (۵۱٫۳۶ متر) بود. این کشتی در سال ۱۷۷۰ ساخته شد.